# Joel Stroetzel
Joel Michael Stroetzel (né le 24 juillet 1980) est un des deux guitaristes du groupe de metalcore Killswitch Engage.

## Style
Le style de guitare de Stroetzel est influencé par Slayer, Anthrax et Zakk Wylde.

## Biographie
Stroetzel a pris des leçons de guitare dans un magasin de musique local et a joué dans le Jazz-band du Lycée Westfield. Plus tard, Stroetzel a suivi l'École supérieure de musique Berklee à Boston, mais n'a pas obtenu de diplôme. Alors qu'il était au collège, Stroetzel a commencé à jouer dans le groupe Aftershock avec Adam Dutkiewicz, qui le rejoindra plus tard dans la formation Killswitch Engage.

## Source de la traduction
- (en) Cet article est partiellement ou en totalité issu de l’article de Wikipédia en anglais intitulé « Joel Stroetzel » (voir la liste des auteurs).